# 丝绸

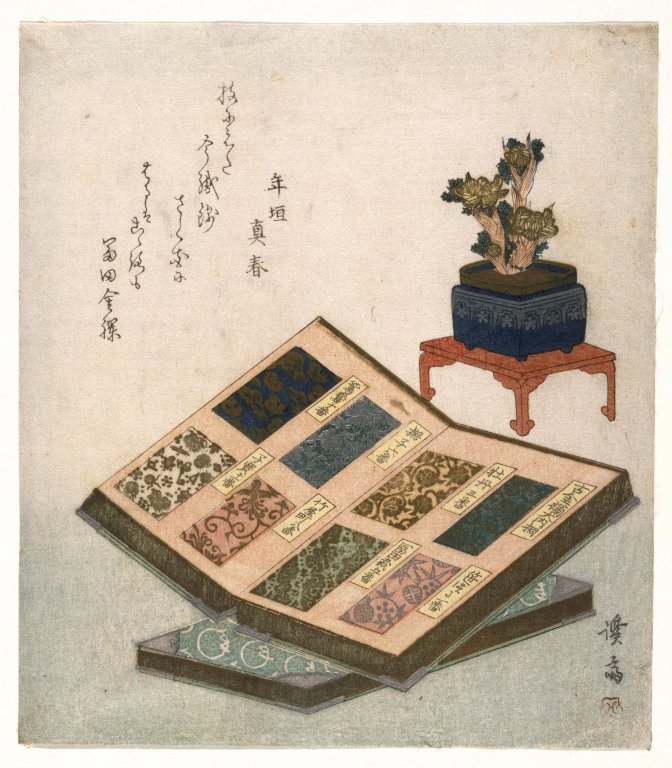
日本江戶時代描繪絲綢樣品簿的畫作

丝绸是用蚕丝编製而成的纺织品，古称「帛」。丝绸著名的光泽外表来自于蠶絲三棱镜般的纤维结构，这令布料能够以不同的角度折射入射光，并将光线散射出去。在中国，丝绸一词也可指代人造的、具有与天然丝绸一样光泽的纺织品。

## 历史

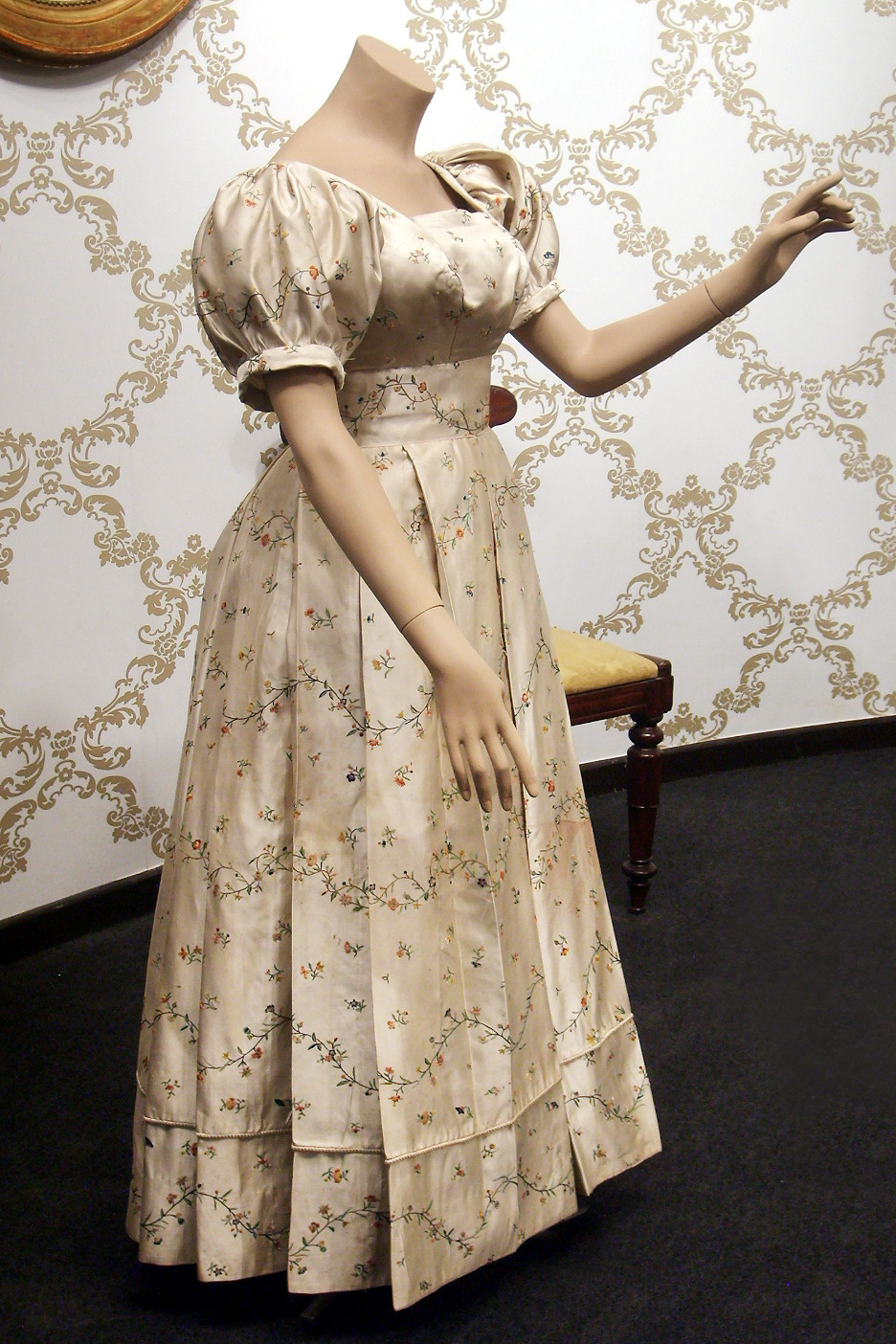
丝绸连衣裙

全新世大暖期（大西洋期）为中国带来了温暖的气候，令桑树和蚕的养殖，能於黄河流域广泛进行。傳說黃帝妻嫘祖發現「養蠶取絲」，並巡行全國教民蠶桑，惟丝绸究竟何时发明尚具争议。考古学家在1998年河南荥阳青台遗址的一次考古中，发现了距今约5500年的丝绸碎片。另一种说法是在河姆渡遗址中人们已发现了纺织工具，借此可以推断，丝绸的使用至少不迟于良渚文化。不过世界上最具影响力的说法，是中国科学家在1958年考古发现的，公元前3700－前3100年（大汶口文化时期）的丝绸织品。
丝绸织品技术曾由中原歷朝垄断数百年，由于其在当时是复杂的工艺，又因其特有的手感和光泽，备受人们的喜愛，因而丝织品为工业革命以前，世界主要的国际贸易物资。最早丝绸织品只有帝王才能使用，但丝绸业的快速发展令丝绸文化不断的从地理上、社会上渗透进入中华文化。并成为中原商人对外贸易中一项必不可少的高级物品。
起初中原歷朝严密控制着丝绸织造业和养蚕业的技术流传，并禁止其流向外国。但朝鮮半島地區则在中原移民的协助下，于公元前200年成功实现养蚕技术的突破。此外，西域和田河流域（前500年－前300年）与印度（前300年之前）成功实现养蚕。
不过歐洲则是在6世紀左右才得到蚕种并发展养蚕技术的。理論上，從南北朝的北魏、西魏、北周（公元500-581年）直接運送絲綢到東羅馬的平均旅程大約需要230天，或將近三分之二年的時間，而從波斯間接運送絲綢也需要數月的時間，而且成本要高得多。於是有兩位为东罗马帝国皇帝查士丁尼大帝工作的基督教出家人将蚕種放在中空的手杖中，从中亞粟特及中原政權偷運蠶卵，養蠶技術才传到了歐洲，并辗转到达帝國首都君士坦丁堡。但随后的薩珊波斯帝國與阿拉伯帝國等，确实发展了丝绸编制技术，在皇宫庭院内设立蚕室和缫丝机，为該地區的皇帝服务。当时東羅馬所有的土产丝绸大多被皇室成员享用，剩余的材料也能以一个高昂的价格卖到市场上。

## 蚕丝
人们通过养蚕，当蚕结茧成蛹准备羽化成蛾时，将它放入沸水中煮，并即时抽丝。一个蚕茧可以抽出800－1200米的蚕丝。蚕丝纤维比羊毛更硬，尽管它们的主要成分都是由氨基酸链构成的蛋白质。 蚕发出的丝绸由两种主要蛋白质丝胶蛋白和丝心蛋白组成，丝心蛋白是丝的结构中心，丝胶蛋白是围绕它的粘性材料。 丝心蛋白主要由氨基酸Gly-Ser-Gly-Ala-Gly-Ala组成并形成β折叠片，β-角蛋白。
- 丝心蛋白：75％
- 丝胶蛋白：22.5％
- 脂肪和蜡物质：1.5％
- 丝心蛋白灰分：0.5％
- 矿物盐：0.5％

## 特性
絲綢質地輕薄、柔軟，是強度最高的天然纖維之一。一旦受潮，就會失去20%的強度。其彈性也偏弱，倘若已稍作拉長，下次就無法再拉伸。暴露在太陽光下，韌性也會降低，並且會變色發黃。
一般而言，絲綢的成份主要是蛋白質和氨基酸，後者比例達50%。一旦弄髒會受到昆蟲滋擾。
絲綢是不良導電體，易受靜電吸附，但也能在冬天產生保暖功效。
絲綢染色性良好，也容易變色，容易留下汗漬且其對水敏感，因此一般家庭難以清洗。
| #  | 名称 | 特征                                                                       |
| -- | ---- | -------------------------------------------------------------------------- |
| 1  | 纱   | 也称素纱，由经纱纽绞而成，孔眼分布均匀。                                   |
| 2  | 罗   | 由经丝互相绞缠而成，呈现椒孔。                                             |
| 3  | 绫   | 表面是斜向织纹，质地轻薄。                                                 |
| 4  | 绢   | 平纹组织，质地细腻、平整、挺括。                                           |
| 5  | 纺   | 平纹组织，经纬线无捻或弱捻，质地轻薄、柔软。                               |
| 6  | 锦   | 采用重组织，用多色丝线织成，绚丽多彩。                                     |
| 7  | 缎   | 缎纹组织，外观平滑、光亮、细密。                                           |
| 8  | 绨   | 采用平纹组织，应用长丝作经，棉或其他纱线作纬，质地粗厚、织纹清晰。         |
| 9  | 葛   | 采用平纹组织或斜纹组织，经曲纬疏，经细纬粗，织物表面为横向梭纹，质地厚实。 |
| 10 | 呢   | 使用较粗的经纬丝线，质地丰厚，有毛感的丝织物。                             |
| 11 | 绒   | 采用起绒组织，表面呈现绒毛或绒圈的丝织物。                                 |
| 12 | 绸   | 采用平纹组织，经纬交错紧密。                                               |
| 12 | 绡   | 采用平纹或假纱组织，质地轻薄，呈现透孔的丝织物。                           |
| 12 | 绉   | 应用经纬加强捻等工艺，有弹性，抗绉。                                       |

## 產地
作為傳統絲綢生產發源地，現今絲綢的產量以中國最多，其次是印度。而十大絲綢生產地裡，只有羅馬尼亞是歐洲國家。
| 國家                   | 生產總值 (以千元結算)(計算值) | 生產總值 (每千公斤)(FAO估算值) |
| ---------------------- | ----------------------------- | ------------------------------ |
| 中华人民共和国         | 978,013                       | 290,003                        |
| 印度                   | 259,679                       | 77,000                         |
|                        | 57,332                        | 17,000                         |
| 巴西                   | 37,097                        | 11,000                         |
| 伊朗                   | 20,235                        | 6,088                          |
| 泰國                   | 16,862                        | 5,000                          |
| 越南                   | 10,117                        | 3,000                          |
| 朝鮮民主主義人民共和國 | 5,059                         | 1,500                          |
| 羅馬尼亞               | 3,372                         | 1,000                          |
| 日本                   | 2,023                         | 600                            |

## 延伸阅读
[在维基数据编辑]
 《欽定古今圖書集成·經濟彙編·食貨典·絲部》，出自陈梦雷《古今圖書集成》
 《欽定古今圖書集成·經濟彙編·食貨典·絹部》，出自陈梦雷《古今圖書集成》